# ファイアー (オハイオ・プレイヤーズのアルバム)
『ファイアー』（Fire）は、アメリカ合衆国のファンク・バンド、オハイオ・プレイヤーズが1974年に発表した6作目のスタジオ・アルバム。

## 反響・評価
アメリカの総合アルバム・チャートBillboard 200ではオハイオ・プレイヤーズにとって唯一の1位獲得を果たし、『ビルボード』のR&Bアルバム・チャートでは前スタジオ・アルバム『スキン・タイト』（1974年）に続いて1位を獲得した。本作からの第1弾シングル「ファイアー」は、Billboard Hot 100とR&Bシングル・チャートの両方で1位を獲得し、続く「自由の魂」はHot 100で最高44位、R&Bシングル・チャートで6位を記録した。
アレックス・ヘンダーソンはオールミュージックにおいて5点満点中4.5点を付け「爆発的なホーン・セクションが活躍するファンクの名曲"Smoke"、極めて中毒性の高いタイトル曲などを含む、予測不可能な傑作」「疑いなく、商業的にも芸術的にもオハイオ・プレイヤーズの最高傑作の一つである」と評している。また、Tom Breihanは2019年、ステレオガムにおいてタイトル曲を「"Fire"が全米1位を獲得した頃はディスコ時代の幕開けだったが、この曲自体はディスコ・ソングではない。踊るのに向いている曲だし、クラブでかかっていてもおかしくないが、グルーヴの種類は違う。より汚らしく汗臭い、野性味のある曲である」と評している。

## 収録曲
全曲ともリロイ・シュガーフット・ボナー、ビリー・ベック、マーシャル・ロック・ジョーンズ、ジェイムズ・ダイアモンド・ウィリアムズ、クラレンス・サッチ・サッチェル、マーヴィン・マーヴ・ピアス、ラルフ・ピー・ウィー・ミドルブルックスの共作。
1. ファイアー - "Fire" - 4:36
2. トゥゲザー - "Together" - 3:07
3. ランニン・フロム・ザ・デヴィル - "Runnin' from the Devil" - 4:49
4. 自由の魂 - "I Want to Be Free" - 6:54
5. スモーク - "Smoke" - 6:01
6. イッツ・オール・オーヴァー - "It's All Over" - 4:17
7. ホワット・ザ・ヘル - "What the Hell" - 5:38
8. トゥゲザー/フィーリングス - "Together/Feelings" - 1:12

## 参加ミュージシャン
- リロイ・シュガーフット・ボナー - ボーカル、バックグラウンド・ボーカル、ギター
- ビリー・ベック - ボーカル、バックグラウンド・ボーカル、ピアノ、エレクトリックピアノ、ハモンドオルガン、クラビネット、アープ・シンセサイザー、パーカッション
- マーシャル・ロック・ジョーンズ - ベース
- ジェイムズ・ダイアモンド・ウィリアムズ - ボーカル、バックグラウンド・ボーカル、ドラムス、コンガ、ティンバレス、ゴング、パーカッション、フリューゲルホルン
- クラレンス・サッチ・サッチェル - ボーカル、バックグラウンド・ボーカル、ソプラノ・サクソフォーン、テナー・サクソフォーン、バリトン・サクソフォーン、パーカッション
- マーヴィン・マーヴ・ピアス - トランペット、フリューゲルホルン、ヴァルヴ・トロンボーン
- ラルフ・ピー・ウィー・ミドルブルックス - トランペット